# Bosco Marengo
Bosco Marengo (tiếng Piedmont: Ël Bòsch) là một town và comune (municipality) ở tỉnh Alessandria trong vùng Piedmont của Italia, có vị trí cách khoảng 80 km về phía đông nam của Torino và khoảng 12 km về phía đông nam của Alessandria.
Bosco Marengo giáp các đô thị: Alessandria, Basaluzzo, Casal Cermelli, Fresonara, Frugarolo, Novi Ligure, Pozzolo Formigaro, Predosa, và Tortona.

## Notable Boschesi
- Pope Pius V (1504–1572)
- Michele Bonelli (1541–1598), cardinal and papal diplomat.